# Villa Liegnitz

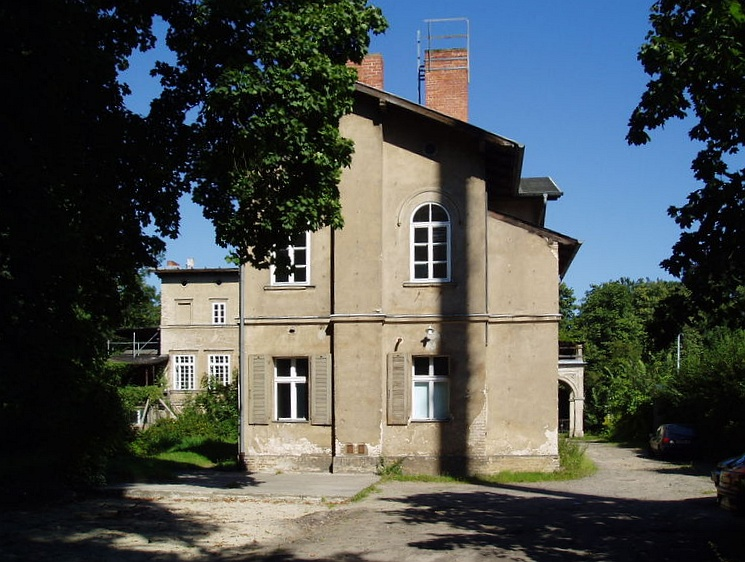
Villa Liegnitz (2005)

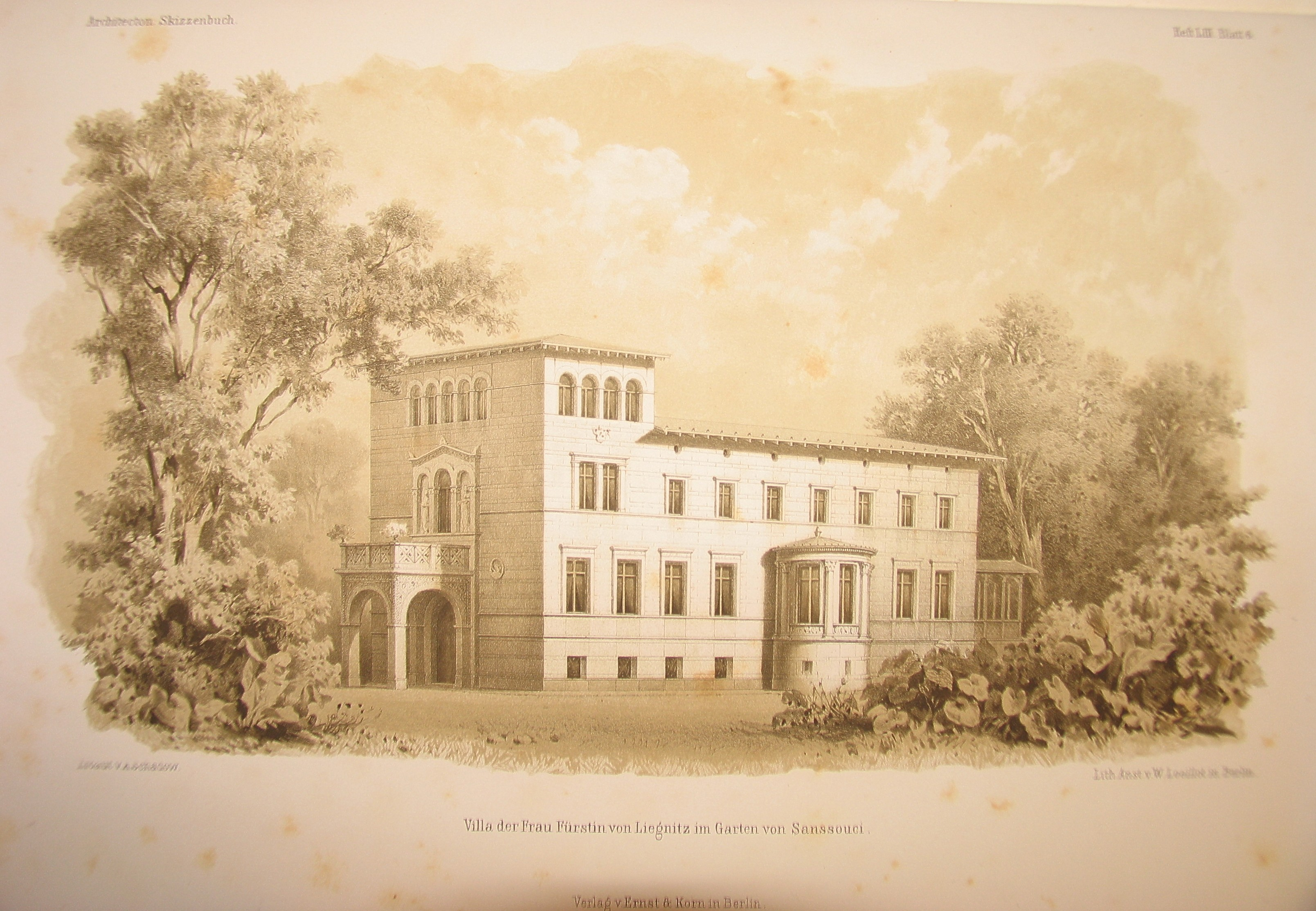
Historisches Bild der Villa Liegnitz

Die Villa Liegnitz liegt direkt am Rand des Parks Sanssouci in Potsdam. Sie wurde 1841 in ihrer gegenwärtigen Gestalt von dem Architekten A. D. Schadow gebaut. Seinen Namen erhielt das Haus nach der zweiten Gemahlin des preußischen Königs Friedrich Wilhelm III. (1770–1840), für die er die Villa erbauen ließ und die sie jahrzehntelang bewohnte.

## Fürstin von Liegnitz

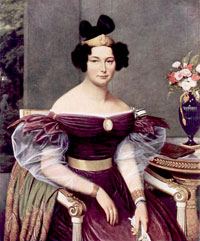
Fürstin von Liegnitz

Im Jahre 1823 lernte der verwitwete Friedrich Wilhelm III. in dem Kurort Teplitz (Böhmen) die 30 Jahre jüngere Comtesse Auguste Harrach (1800–1873) kennen. Er heiratete sie am 9. November 1824 in der Kapelle von Schloss Charlottenburg in Berlin und verlieh ihr den Titel Fürstin von Liegnitz, Gräfin von Hohenzollern.
Die Ehe war keine standesgemäße, sondern eine morganatische und schloss daher einen Einfluss der Fürstin auf die Thronfolge aus und beinhaltete weitere Einschränkungen (Mitglieder der königlichen Familie waren ihr gegenüber bevorzugt, Ausschluss von bestimmten Feierlichkeiten). Fürstin Liegnitz durfte auch nach dem Tod ihres Gatten weiter in der Villa wohnen. Sie verstarb 1873 während eines Kuraufenthaltes in Bad Homburg.
Beigesetzt wurde sie in der Gruft des Mausoleums im Schlosspark Charlottenburg in Berlin.

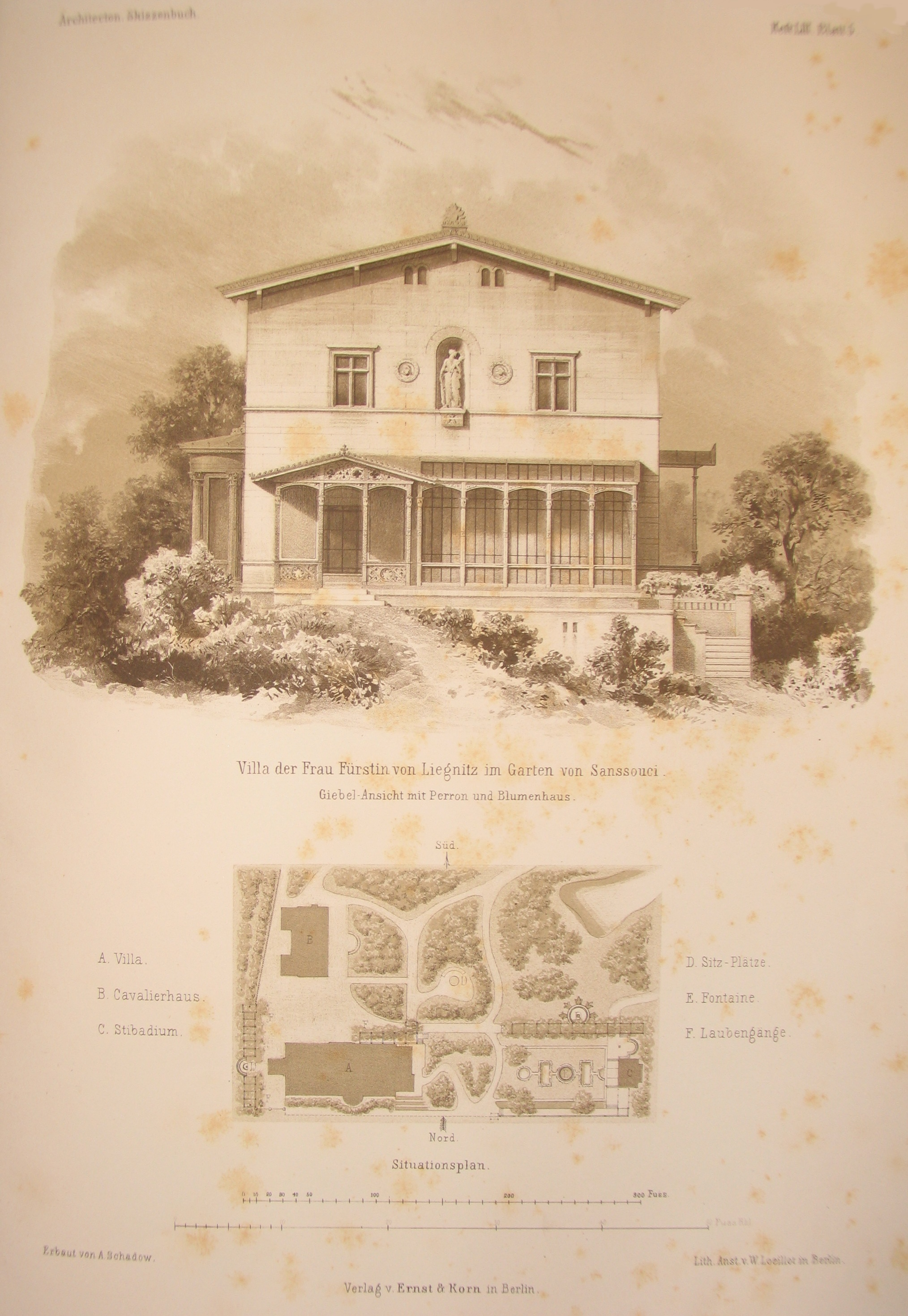
Villa mit Plan

Weitere Nutzung und Umbauten bzw. Erweiterungen folgten.
Die Parkanlagen der Villa Liegnitz mit einem von F. A. Stüler 1847 angelegten Stibadium, mehreren befestigten Wegen und Springbrunnen, existieren nicht mehr.

## Nutzung nach dem Tode der Fürstin von Liegnitz
Das Anwesen im Südosten des Parks Sanssouci sollte Prinzessin Charlotte von Preußen nach der Heirat mit dem Erbprinzen Bernhard von Sachsen-Meiningen 1878 als Residenz dienen. Joachim von Preußen verübte dort am 17. Juli 1920 einen Suizidversuch, in dessen Folge er einen Tag später verstarb. Die Villa wurde nach dem Ende der Monarchie August Wilhelm Prinz von Preußen (1887–1949) überlassen. Im Jahr 1945 wurde der Prinz enteignet.
Die sowjetische Besatzungsmacht richtete nach 1945 für kurze Zeit ein Kinderheim in der Villa Liegnitz ein. Die Staatlichen Schlösser und Gärten Potsdam-Sanssouci überließen ab 1950 der im Jahre 1948 auf Veranlassung der sowjetischen Militäradministration gegründeten Brandenburgischen Landeshochschule die Villa Liegnitz als Dienstgebäude. Es wurde ein Zoologisches Institut eingerichtet, das von der später in Pädagogische Hochschule Potsdam „Karl Liebknecht“ (PHP) umbenannten Landeshochschule bis über die Wende hinaus genutzt wurde. Das Zoologische Institut unterhielt hier Seminar- und Laborräume, die auch nach Überführung der PHP in die 1991 neu gegründete Universität Potsdam bis Juni 2004 (mit Einschränkungen) in Betrieb waren. Auf dem östlich direkt an die Villa angrenzenden Gelände (auf dem Plan der Villa Liegnitz links gelegen) entstanden in den siebziger Jahren ein Tierhaus, u. a. für Verhaltensstudien genutzt, und in den 1990er Jahren ein moderner Laborcontainer für das neu gegründete Institut für Zoophysiologie und Zellbiologie, später Institut für Biochemie und Biologie der Universität Potsdam angegliedert. Dieser Bau wurde bis Anfang 2006 von der Universität genutzt. Das bebaute Gelände ist mit dem Areal der Villa Liegnitz direkt verbunden; die auf dem Plan angedeutete Abgrenzungsmauer ist heute nur teilweise erhalten.
Die Stiftung Preußische Schlösser und Gärten wird die Villa Liegnitz künftig als Dienstgebäude nutzen und in den nächsten Jahren grundsanieren. Die Einnahmen der Potsdamer Schlössernacht im Jahr 2006 werden daher zum Teil für den Wiederaufbau der Pergola an der Villa Liegnitz verwendet. In dem Gebäude selbst will die Stiftung erstmals die Bestände ihrer wissenschaftlichen Bibliotheken in Berlin-Charlottenburg und Potsdam unter einem Dach vereinen: 40.000 Bände zur Geschichte Preußens, zur Denkmal- und Gartendenkmalpflege, Restaurierung und Kunstgeschichte. Bisher lagern 430 laufende Meter in Potsdam und 350 in Berlin. Neben der Bibliothek soll in dem Haus auch der wertvolle Bestand an Glasnegativplatten digitalisiert werden. Ab dem Jahr 2021 soll die ungenutzte Villa Liegnitz saniert werden.
Die Hohenzollern fordern seit dem Jahr 2019 ein „dauerhaftes, unentgeltliches und grundbuchlich zu sicherndes Wohnungsrecht“ auf Schloss Cecilienhof, auf Schloss Lindstedt oder in der Villa Liegnitz ein.